# 科納風暴
科納風暴（英語：Kona storm）是夏威夷群島的一種季節性氣旋，通常會在冬季由一種名為「科納」的西風所生成。科納風暴是一種冷心低壓，屬於溫帶氣旋類而非亞熱帶氣旋。夏威夷每年都會受到科納風暴的侵襲，影響時間常會超過一週，並挾帶著豪雨、冰雹，更會帶來嚴重的泥石流、瘋狗浪及水龍捲。

## 名稱起源
「科納」一詞源自於夏威夷語（國際音標：[ko'naː]），意思是夏威夷群島的背風面，例如位於夏威夷島西部的科納區一帶。

## 性質

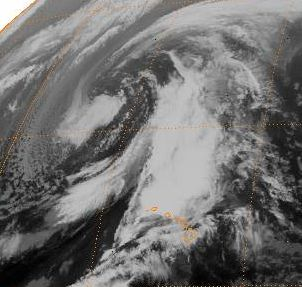
1995年11月4日的科納風暴。

科納風暴一度被認為是副熱帶氣旋，直至20世紀的1970年代產生了定義上的變化。經過先進的天氣觀測技術，發現科納風暴屬於冷心結構，不適合副熱帶氣旋「淺薄暖心」的條件，因此被歸類為溫帶氣旋。
歐特金教授和馬汀教授認為科納風暴有三種性質，分別為：冷鋒前循環風暴（CFC）、信風帶中的東風波及冷鋒前循環生成的東風波。在這三種性質當中，以冷鋒前循環風暴（CFC）最為廣泛。

## 生成與影響
每年冬天不會只有單個科納風暴生成，每年10月到翌年4月之間大約會有2至3個科納風暴影響夏威夷，頻率最高的一年可生成4至5個。每個科納風暴大致可以對夏威夷帶來接近1週的影響，常常導致豪雨、冰雹、泥石流以及瘋狗浪和水龍捲等劇烈天氣災害。

### 科納風
中心低壓低於1000百帕的科納風暴經過夏威夷西北方約820公里處時會引起科納風的生成。這類的科納風通常會持續一天以上並造成島嶼西南部的船隻相當大的損失。當科納風暴穿越山脈時，下降風會產生高達每小時150公里的強陣風。

### 與熱帶氣旋的關係
少部分的科納風暴會轉性為亞熱帶風暴或是轉暖為熱帶風暴，近幾年僅有熱帶風暴奧梅卡達成結構轉化。